# Сен-Жан-Сен-Никола
Сен-Жан-Сен-Никола́ (фр. Saint-Jean-Saint-Nicolas, окс. Sant Joan Sant Nicolau) — коммуна во Франции, находится в регионе Прованс — Альпы — Лазурный Берег. Департамент коммуны — Верхние Альпы. Входит в состав кантона Орсьер. Округ коммуны — Гап.
Код INSEE коммуны — 05145.

## Население
Население коммуны на 2008 год составляло 941 человек.
| 1962 | 1968 | 1975 | 1982 | 1990 | 1999 | 2008 |
| ---- | ---- | ---- | ---- | ---- | ---- | ---- |
| 718  | 695  | 746  | 823  | 865  | 781  | 941  |

## Экономика
В 2007 году среди 562 человек в трудоспособном возрасте (15—64 лет) 411 были экономически активными, 151 — неактивными (показатель активности — 73,1 %, в 1999 году было 71,7 %). Из 411 активных работали 399 человек (212 мужчин и 187 женщин), безработных было 12 (5 мужчин и 7 женщин). Среди 151 неактивных 54 человека были учениками или студентами, 62 — пенсионерами, 35 были неактивными по другим причинам.

## Достопримечательности
- Замок Монторсье (XII век)
- Замок Прежантий (XIV век)
- Церковь Сен-Никола
- Церковь Сен-Жан

## Фотогалерея

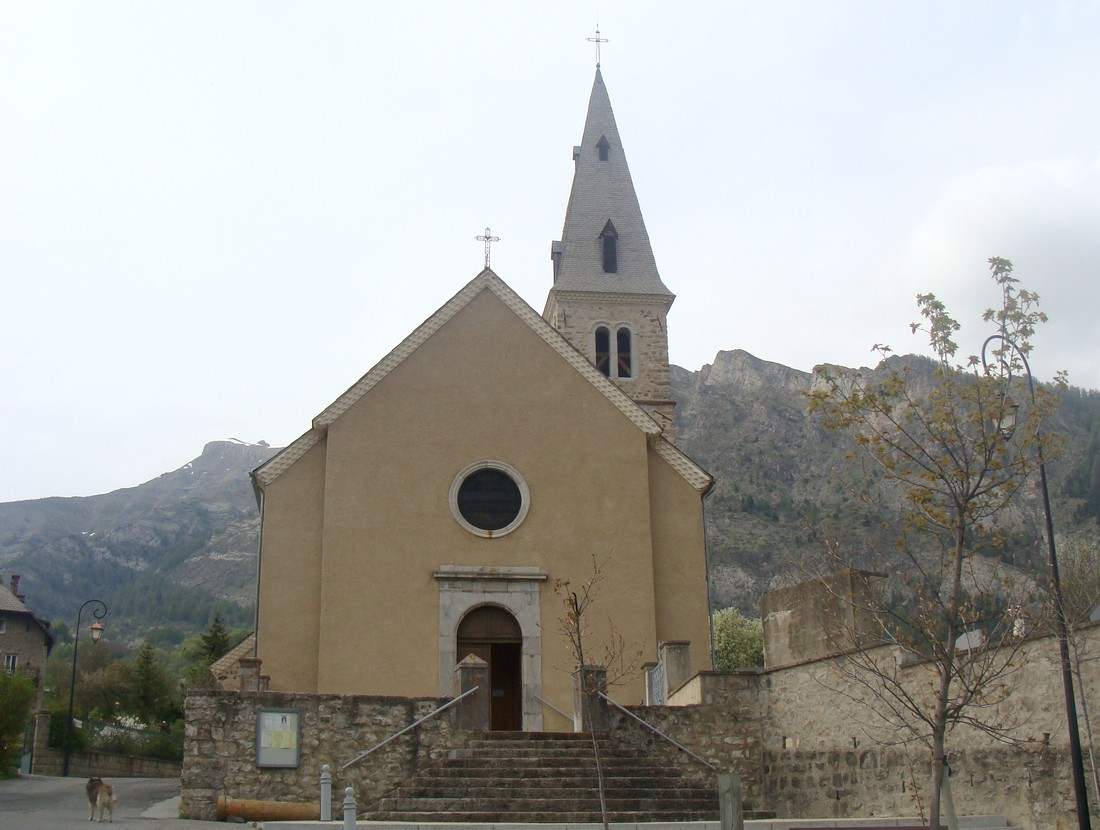
Церковь Сен-Жан
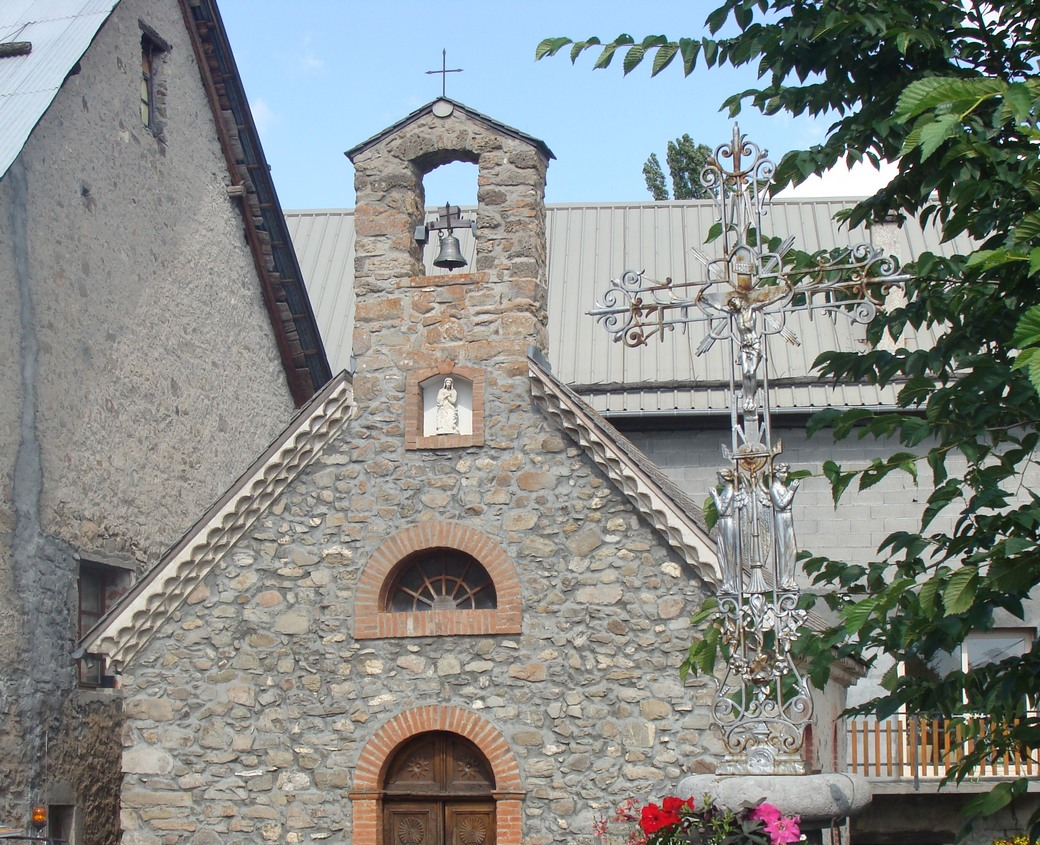
Часовня Рангиз
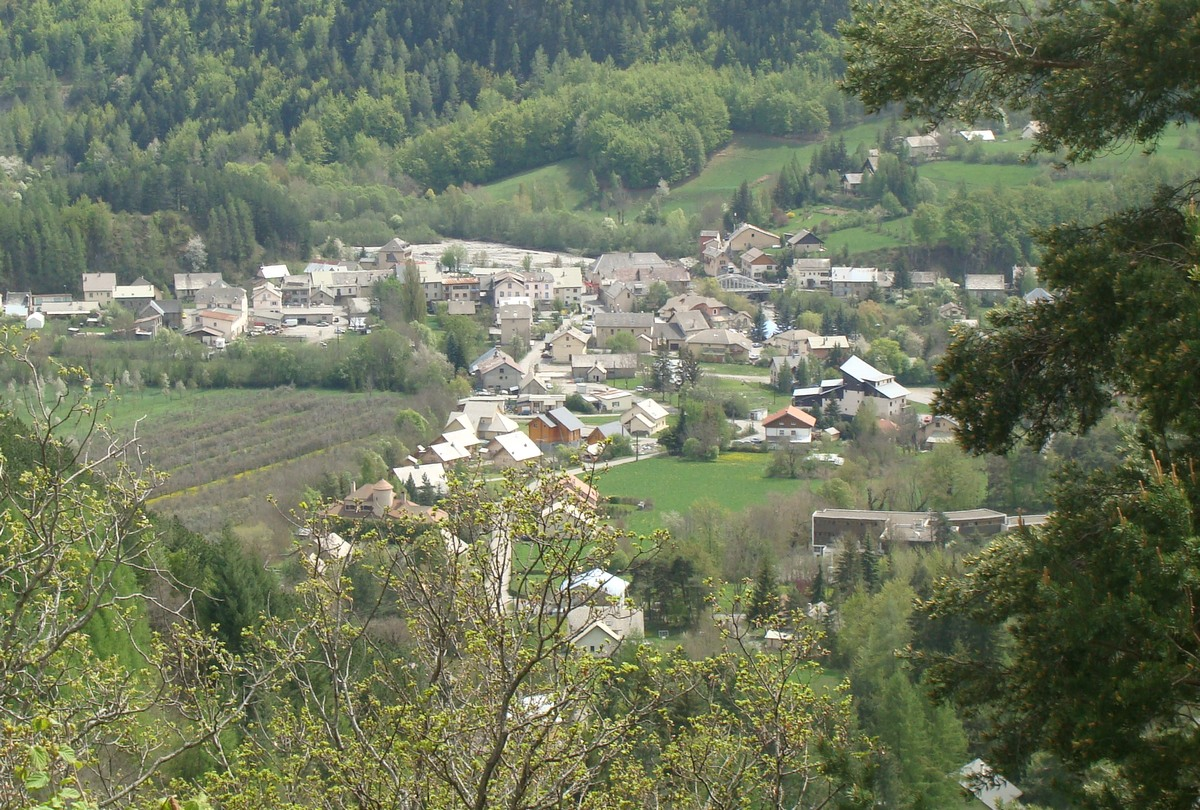
Деревня Пон-дю-Фоссе
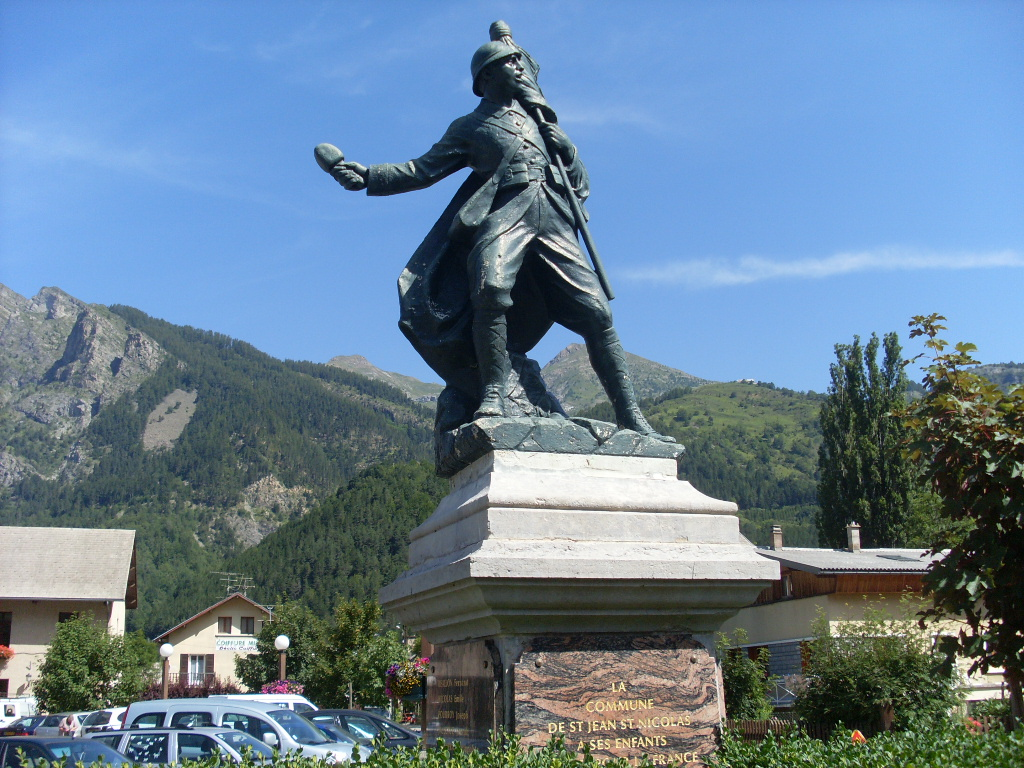
Памятник погибшим в Первой мировой войне